# Mistrzostwa Świata w Szermierce 1961
Mistrzostwa Świata w Szermierce 1961 – 30. edycja mistrzostw odbyła się we włoskim mieście Turyn.

## Klasyfikacja medalowa
| Lp. | Państwo | złoto | srebro | brąz | Razem |
| --- | ------- | ----- | ------ | ---- | ----- |
| 1   | ZSRR    | 4     | 2      | 2    | 9     |
| 2   | Polska  | 2     | 1      | 2    | 5     |
| 3   | Francja | 1     | 1      | -    | 2     |
| 4   | RFN     | 1     | -      | -    | 1     |
| 5   | Węgry   | -     | 3      | 2    | 5     |
| 6   | Szwecja | -     | 1      | 1    | 2     |
| 7   | Rumunia | -     | -      | 1    | 1     |

## Medaliści

### Mężczyźni
| Złoto | Srebro | Brąz |
| Floret | | |
| Ryszard Parulski                                                                                                | Jenő Kamuti | Mark Midler |
| ZSRR · Mark Midler · Jurij Rudow · Aleksandr Szewielow · Jurij Sisikin · Gierman Swiesznikow · Wiktor Żdanowicz | Węgry · Ferenc Czvikovszky · Jenő Kamuti · László Kamuti · Kazmer Pacsery · Sándor Szabó · József Gyuricza      | Polska · Ryszard Parulski · Egon Franke · Witold Woyda · Zbigniew Skrudlik · Janusz Różycki · Henryk Nielaba         |
| Szpada | | |
| Jacques Guittet                                                                                                 | Hans Lagerwall                                                                                                  | Tamás Gábor |
| ZSRR · Arnold Czernuszewicz · Walentin Czernikow · Bruno Habārovs · Guram Kostawa · Dmitrij Lulin               | Francja · Philippe Schraag · Yves Dreyfus · Jacques Guittet · Armand Mouyal · Gérard Lefranc · Claude Bourquard | Szwecja · Göran Abrahamsson · Ivar Genesjö · Hans Lagerwall · Orvar Lindwall · Berndt-Otto Rehbinder · Axel Wahlberg |
| Szabla | | |
| Jakow Rylski | Emil Ochyra | Wojciech Zabłocki |
| Polska · Jerzy Pawłowski · Wojciech Zabłocki · Emil Ochyra · Ryszard Zub · Franciszek Sobczak · Jerzy Wandzioch | ZSRR · Umiar Mawlichanow · Nugzar Asatiani · Jewhen Czerepowśkyj · Jakow Rylski · Walerij Żytnyj                | Węgry · Tamás Mendelényi · Péter Bakonyi · Gábor Delneky · Zoltán Horváth · Rudolf Kárpáti · Miklós Meszéna          |

### Kobiety
| Złoto | Srebro | Brąz                                                                                       |
| Floret | |                                                                                            |
| Heidi Schmid | Aleksandra Zabielina                                                                                                   | Walentina Rastworowa                                                                       |
| ZSRR · Galina Gorochowa · Diana Nikanczikowa · Tatjana Lubiecka · Walentina Prudskowa · Walentina Rastworowa · Aleksandra Zabielina | Węgry · Katalin Juhász-Nagy · Ildikó Rejtő · Magdolna Nyári-Kovács · Lídia Dömölky-Sákovics · Judit Ágoston-Mendelényi | Rumunia · Ana Ene · Olga Orban-Szabo · Ecaterina Orb-Lazăr · Maria Vicol · Geta Sachelarie |